# Дужац (Тетовишњак Велики)
Дужац је мало ненасељено острво у хрватском делу Јадранског мора, акваторији општине Тисно. 
Налази се око 1,5 км источно од острва Тетовишњак Велики и око 4,5 км североисточно од острва Жирје. Површина острва износи 0,065 км². Дужина обалске линије је 1,42 км. Највиши врх на острву је висок 14 метара.